# هاوارد ام ویسمن
 هاوارد ام ویسمن (انگلیسی: Howard M. Wiseman؛ زاده ۱۹ ژوئن ۱۹۶۸) یک دانشمند اهل استرالیا است.